# Séries 800 - Shinkansen

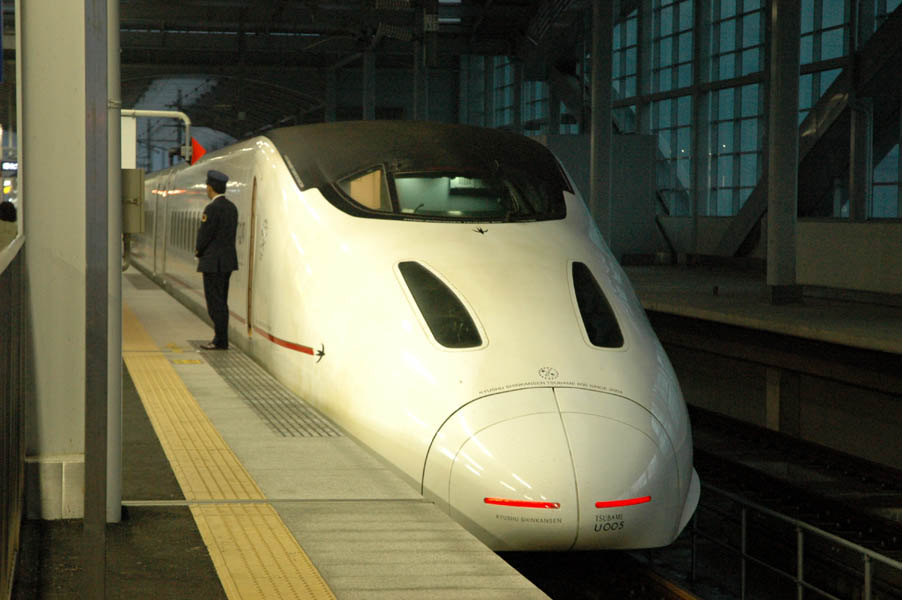
Shinkansen da série 800 na estação de Shin-Yatsushiro

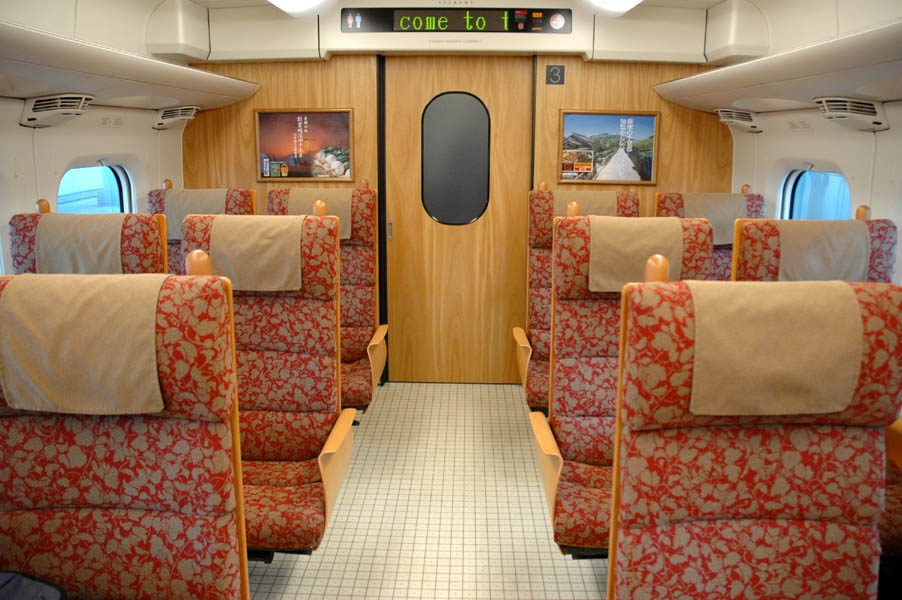
Vista interior do Shinkansen da série 800

Os comboios Shinkansen da série 800 foram desenvolvidos pela Hitachi para serem postos em serviço da linha Kyushu Shinkansen de alta velocidade, no Japão. A linha Tsubame tem empregado as unidades da série 800 desde que entraram ao serviço em Março de 2004.
A série 800 é ligeiramente mais lenta que os seus predecessores, os Shinkansen da série 500 e série 700, pois atingem uma velocidade máxima de serviço de apenas 260 km/h, apesar de a sua velocidade máxima projectada ser 285 km/h.
Esta série abandona o impopular 'nariz de pato' da série 700 a favor de um nariz mais pontiagudo reminiscente das séries 300. A decoração  dos série 800 é simples, tendo um fundo branco, com uma estreita faixa vermelha.
Os lugares são ordenados 2 por 2 por fila, tendo lugares acessíveis para utentes em cadeiras de rodas e instalações sanitárias em duas das seis carruagens.